# Palais Piratini
Le palais Piratini (en portugais : Palácio Piratini) est un édifice public situé à Porto Alegre au Brésil. Il abrite le siège du pouvoir exécutif de l'État du Rio Grande do Sul.

## Situation
Le palais s'élève dans l'angle sud-ouest de la place du Maréchal-Deodoro (connue aussi sous le nom de Praça da Matriz), dans le centre historique de Porto Alegre. La cathédrale métropolitaine est située immédiatement à l'est.

## Histoire
L'édifice est construit pour remplacer le palais de Barro, inauguré en 1789 pour abriter le gouvernement du Rio Grande do Sul et qui est démoli en 1896.
Sa construction est ordonnée par le gouverneur Júlio Prates de Castilhos pour célébrer la République, établie en 1889, et exprimer la force politique de l'État. La première pierre est posée en 1896, mais les travaux se déroulent lentement sous la direction de l'architecte Affonso Hebert. Ce n'est qu'en 1909, avec le projet de l'architecte français Maurice Gras que la construction commence vraiment. Il est inauguré le 16 mai 1921 mais demeure inachevé.
Le nom Piratini lui est donné en 1955, en hommage à la première capitale du Rio Grande do Sul durant la révolution Farroupilha (1835-1845).
Un des faits marquants de son histoire se produit durant le mandat du gouverneur Leonel Brizola, quand il subit une attaque de l'armée durant la campagne pour la légalité, le 26 août 1961. Ce jour-là, Brizola s'oppose aux militaires qui veulent empêcher la prise de pouvoir du président João Goulart, après la démission de Jânio Quadros. Il intervient sur les ondes, ce qui mobilise la population qui se rassemble devant le palais pour affirmer son attachement à la légitimité républicaine et aboutit à l'échec du coup d'État. 
Les travaux d'aménagement se terminent seulement dans les années 1970. Le palais est inclus dans le « projet Monumenta » du ministère de la Culture visant à revitaliser les centres historiques des villes brésiliennes, avec le soutien de la Banque interaméricaine de développement et de l'Unesco. En 2000, il est inscrit comme monument historique par l'Institut national du patrimoine artistique et historique.

## Architecture

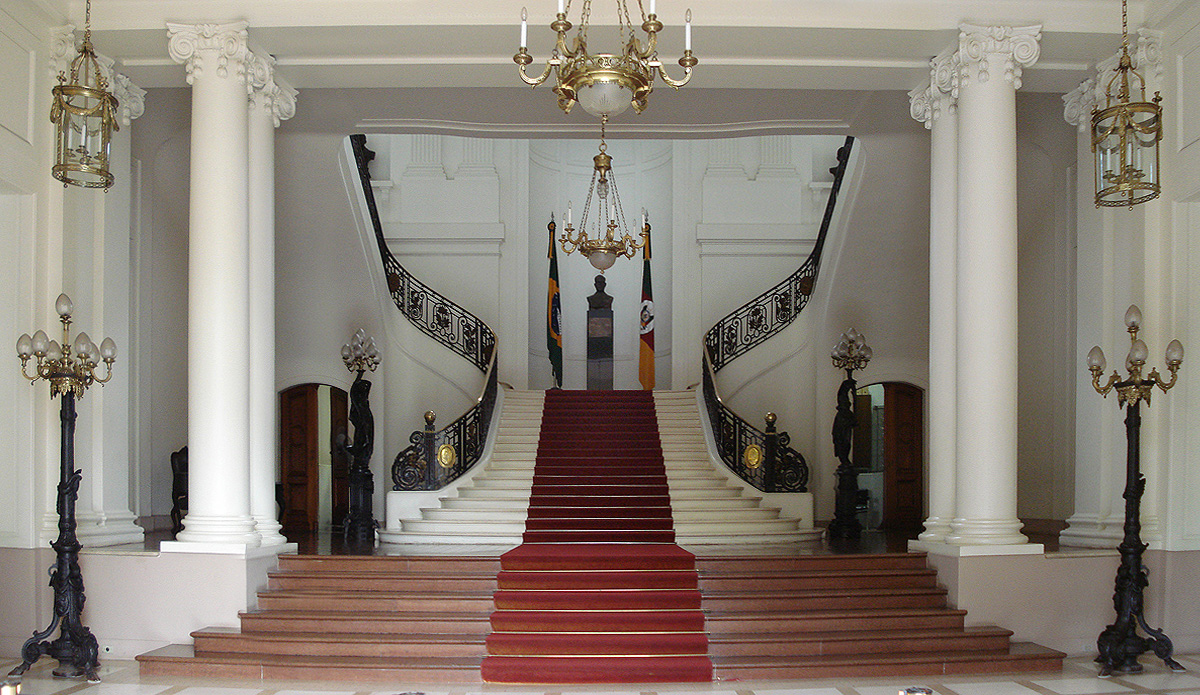
Hall d'entrée

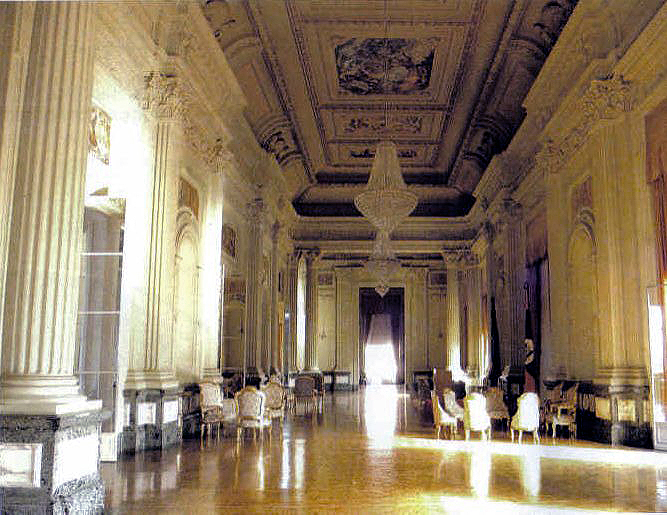
Salon Negrinho do Pastoreio

Son architecture mélange le style néo-classique français, associé aux styles baroque et rococo. Son intérieur, inspiré du style Louis XVI, est orné de lustres, répliques de ceux du palais de Versailles. Il possède des peintures d'Aldo Locatelli ainsi que des œuvres du sculpteur français Paul Landowski : L'Agriculture, L'Industrie, Les trois âges de la vie, à l'entrée de la cour principale.

## Principaux lieux du Palais
- Cour Principale
- Salon Negrinho do Pastoreio
- Salon Alberto Pasqualini
- Aile Résidentielle
- Salle des Banquets
- Salon des Miroirs
- Oratoire
- Jardins du Palais
- Galpão Crioulo